# Ouilly-le-Vicomte
Ouilly-le-Vicomte ist eine französische Gemeinde mit 759 Einwohnern (Stand 1. Januar 2022) im Département Calvados in der Region Normandie (vor 2016 Basse-Normandie). Sie gehört zum Kanton Pont-l’Évêque im Arrondissement Lisieux. Die Einwohner werden Vicomtois genannt.

## Geographie
Ouilly-le-Vicomte liegt etwa 55 Kilometer östlich von Caen und etwa fünf Kilometer nördlich des Stadtzentrums von Lisieux in der Landschaft Pays d’Auge am Touques. Umgeben wird Ouilly-le-Vicomte von den Nachbargemeinden Coquainvilliers im Nordwesten und Norden, Norolles im Norden und Nordosten, Rocques im Osten, Lisieux im Süden, Saint-Désir im Süden und Westen sowie Manerbe im Westen und Nordwesten.

## Bevölkerungsentwicklung
| Jahr                       | 1962 | 1968 | 1975 | 1982 | 1990 | 1999 | 2006 | 2019 |
| Einwohner                  | 421  | 570  | 762  | 854  | 810  | 784  | 746  | 774  |
| Quellen: Cassini und INSEE |      |      |      |      |      |      |      |      |

## Sehenswürdigkeiten
- Kirche Notre-Dame aus dem 10./11. Jahrhundert, seit 1926 Monument historique
- Schloss Boutemont aus dem 16. Jahrhundert, seit 1927 Monument historique

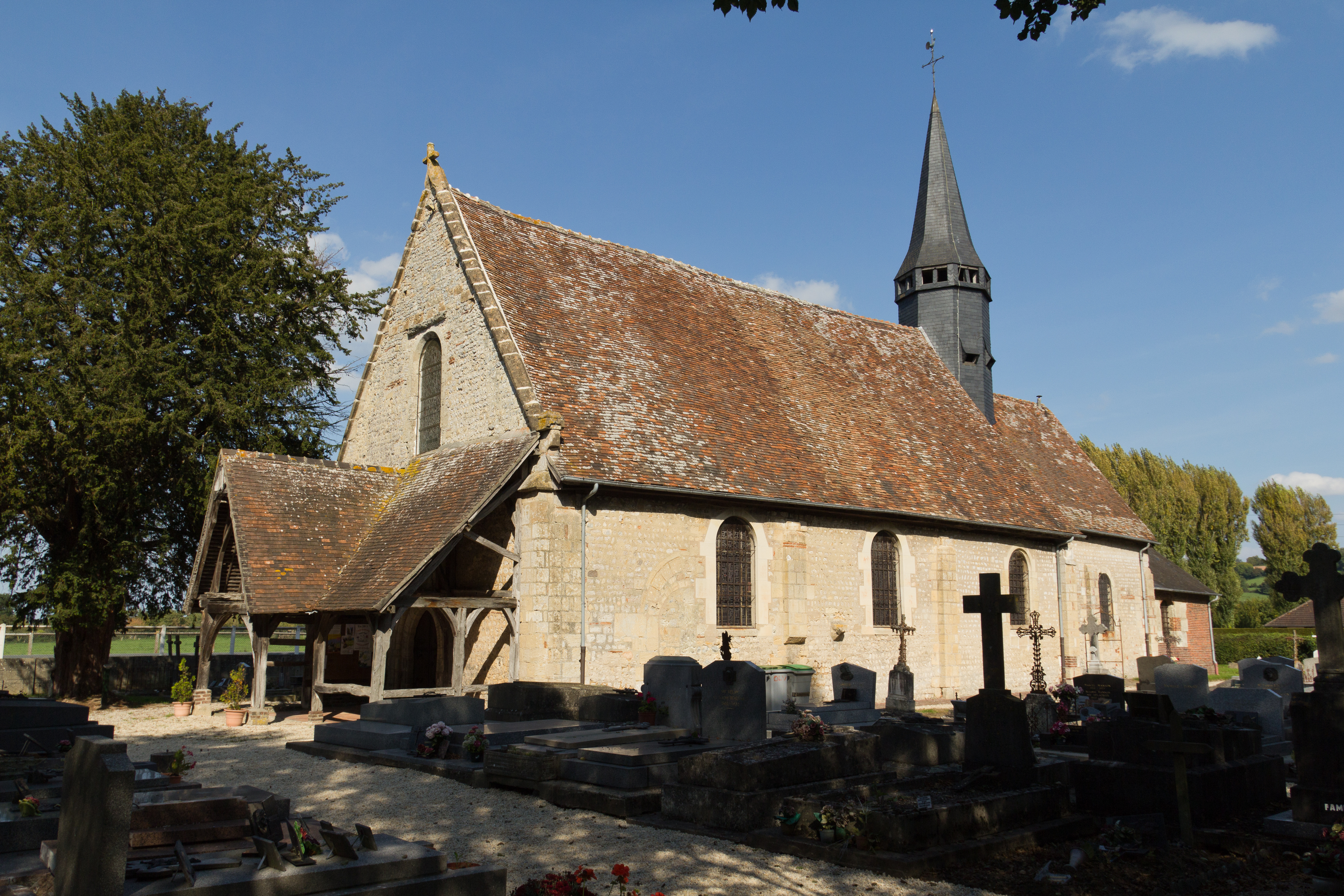
Kirche Saint-Sylvain
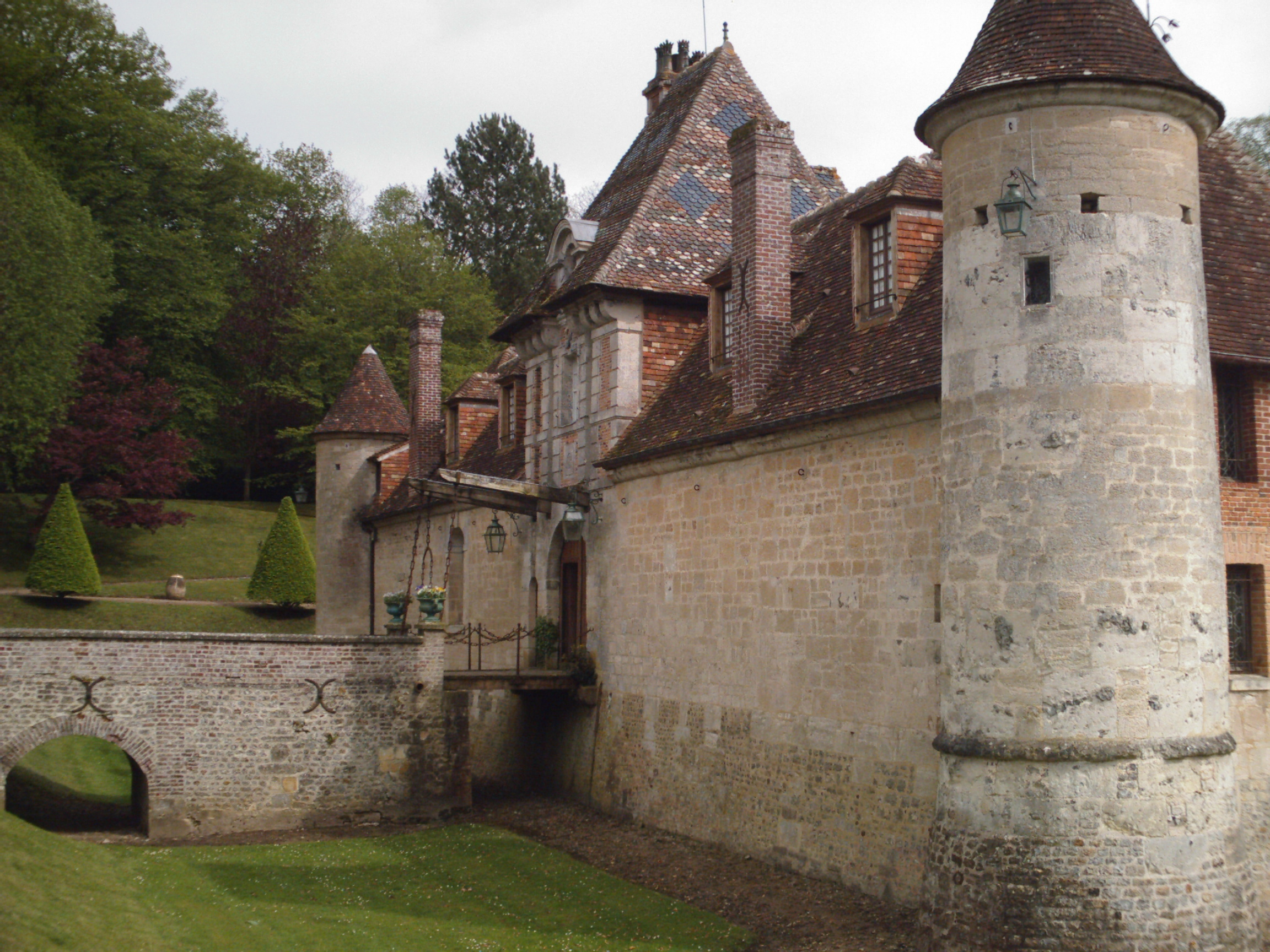
Schloss Boutemont mit Zugbrücke